# 문자 깨짐

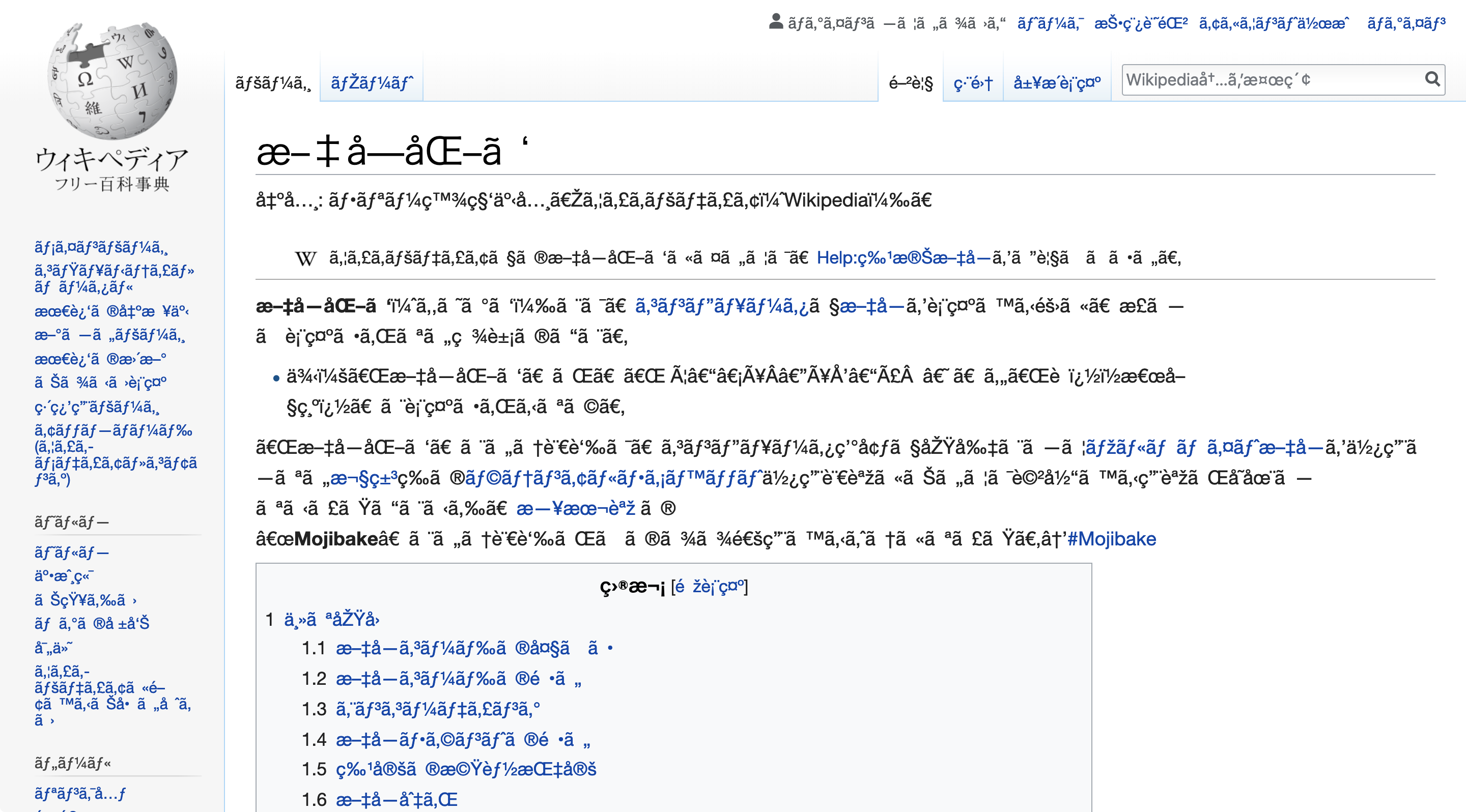
UTF-8로 인코딩된 일본어 위키백과가 Windows-1252로 표시된 모습

문자 깨짐은 컴퓨터를 통해 글자를 표시 또는 인쇄할 때 올바르게 표시되지 않는 현상을 말한다. 일본에서는 모지바케(일본어: 文字化け)로 불린다.
인터넷 은어로 뷁 문자(뷁어), 자연자(한국 한자: 自然字) 등으로 불린다.

## 원인
문자 깨짐은 보통 문서에 문자 인코딩이 제대로 지정되지 않았거나, 표시가능 문자 인코딩이 제한되어 표시할 수 없을 경우에 발생한다. 또, 폰트가 없거나 통신이 원활하지 않을 때 발생하기도 한다.

## 예시
UTF-8 디코더는 데이터를 처리하는 데 오류가 있을 때, 오류 처리 중 하나로 대체 문자 �(U+FFFD)를 사용한다. UTF-8 인코딩에서 이 문자가 2개 붙어 있는 경우(��), EUC-KR 인코딩으로 해석하면 占쏙옙이라는 글자로 변한다.

## 노토 폰트
구글은 폰트가 지원하지 않아 깨진 문자를 없애자는 목표로 '영어: No Tofu 노 토푸[*]'의 약자인 노토 폰트를 개발하여 배포한 바 있다. 여기서 Tofu는 두부의 일본어 발음인데, 깨진 문자를 표시하는 사각형이 두부와 비슷해 보인다는 이유에서 이름을 지었다고 한다.

## 같이 보기
- 글꼴(폰트)